# Lukáš Berný
Lukáš Berný (* 5. září 1978, Jilemnice), je český spisovatel, editor a rozhlasový moderátor.

## Život
Lukáš Berný se narodil v Jilemnici, od dětství však žije v Praze. Je pravnukem hudebního vědce, prof. Josefa Huttera (1894–1959). Roku 1998 maturoval na pražském Gymnáziu Budějovická. Ve studiích pokračoval na VOŠ Josefa Škvoreckého a též na Pedagogické fakultě UK, tyto školy však nedokončil.
Od roku 2005 byl moderátorem rozhlasové stanice Oldies radio, v roce 2021 přešel na Český rozhlas Pohoda. Publikoval asi dvě desítky povídkových textů v různých periodikách (Host, Pandora, Weles, Texty aj.), část z nich vyšla později knižně ve sbírce Spálené sochy. V roce 2014 vydal první knihu z edice Kde pijí múzy u nakladatelství Sanch, následovanou třemi dalšími díly. Dosud (k r. 2023) napsal deset knih a dvě další ve spolupráci s jinými autory: Ze srdce a kamene o pomnících politika Antonína Švehly s kronikářkou Marií Zdeňkovou a knihy Semafor: Šedesát let v jednom představení s Jiřím Suchým. Za knihy o Praze 15 mu bylo uděleno čestné právo domovské Prahy 15 a symbolický klíč k této městské části. Berný je též editorem více než tuctu CD, LP a DVD vydávaných především společností Supraphon a týkajících se práce divadla Semafor, ve kterém od roku 2009 zastával pozici člena dozorčí a později správní rady. V roce 2018 založil Nakladatelství Hutter, malé vydavatelství, jehož jméno odkazuje na památku Josefa Huttera.

## Dílo
- Kde pijí múzy 1 – U Zlatého tygra – Sanch, 2014 (2. vydání v roce 2015), první díl edice historie staropražských lokálů, které měly výrazný vliv na kulturní svět národa; kniha popisuje minulost pivnice U Zlatého tygra
- Kde pijí múzy 2 – Ze Starého na Nové Město – Sanch, 2015 – druhý díl edice popisující minulost hostinců U Modré štiky, U Vejvodů a Jelínkovy plzeňské pivnice
- Kde pijí múzy 3 – Pražské šelmy – Sanch, 2016 – třetí díl edice popisující historii restaurací U Dvou koček a U Medvídků
- Kde pijí múzy 4 – Z Malé Strany na Hradčany – Sanch, 2017 – čtvrtý díl edice popisující minulost hostinců U Schnellů, U Krále brabantského a U Černého vola
- Toulky Prahou 15 – Hostivař a Horní Měcholupy – Paličkování, 2018 – kniha o minulosti pražských čtvrtí a dřívějších obcí Hostivař a Horní Měcholupy
- Ze srdce a kamene – Pomníky Antonínu Švehlovi – Nakladatelství Hutter, 2018, spoluautorství s Marií Zdeňkovou – encyklopedicky řazená kniha pomníků politika Antonína Švehly
- Šlechtova restaurace – Obrázky z historie Stromovky – Nakladatelství Hutter, 2019, kniha o historii Šlechtovy restaurace v pražské Stromovce
- Semafor: 60 let v jednom představení – Computer Press, 2019, spoluautorství s Jiřím Suchým – kniha o historii divadla Semafor
- Spálené sochy – Galén, 2019, sbírka původních povídek
- Červený havran – Nakladatelství Hutter, 2019, románová novela
- PRAKAB: 100 let pražské kabelovny – Nakladatelství Hutter, 2021, kniha o stoleté historii továrny Prakab založené Emilem Kolbenem
- 130 - Historie první továrny na barvy a laky v Čechách – Nakladatelství Hutter, 2023, kniha o historii první české továrny na nátěrové hmoty založené Františkem J. Maternou
- Jiří Šlitr – Doktor Klavír – Computer Press, 2024, životopis Jiřího Šlitra
- Kde se pivo pije – Legendární pražské hospody – Computer Press, 2025, historie pražských lokálů U Pinkasů, Demínka, U Zlatého litru a Choděrova restaurace